# Катастрофа Ил-18 под Фрунзе
Катастрофа Ил-18 под Фрунзе — авиационная катастрофа, произошедшая 30 января 1976 года в окрестностях города Фрунзе (ныне Бишкек) с самолётом Ил-18В авиакомпании Аэрофлот, в результате которой погибли 6 человек.

## Самолёт
Ил-18В с бортовым номером 75558 (заводской — 184007505, серийный — 075-05) был выпущен заводом ММЗ «Знамя Труда» 26 августа 1964 года и 28 августа был передан Главному управлению гражданского воздушного флота, которое изначально направило его во Внуковский авиаотряд Московского управления транспортной авиации гражданского воздушного флота (МУТА ГВФ). 1 апреля 1969 года самолёт был временно возвращён КБ Ильюшина, а 2 августа того же года переведён в 235-й отдельный авиаотряд. 18 мая 1972 года его передали Фрунзенскому авиаотряду Киргизского управления гражданской авиации. Пассажировместимость салона составляла 110 мест. Всего на момент катастрофы авиалайнер имел 17 652 часа налёта и 7623 посадки.

## Катастрофа
Самолёт выполнял тренировочный полёт, среди пунктов которого отрабатывались заход на посадку и посадка при отказе двух двигателей с одной стороны крыла. Пилотировал его экипаж из 250-го лётного отряда, состоящий из КВС-инструктора В. В. Шарова (заместитель командира Фрунзенского авиаотряда по лётной службе), КВС-стажёров И. М. Угрюмова и Л. И. Головко, штурмана И. Н. Белоусова, бортмеханика Е. Н. Севостьянова и бортрадиста В. И. Гончарова.  В 14:52 (11:52 МСК) Ил-18 взлетел с Фрунзенского аэропорта.
На высоте 5000 метров в зоне аэропорта стажёры выполнили задание, после чего стали выполнять снижение для захода на посадку с курсом 135° и с двумя выключенными двигателями. При этом были отключены двигатели на правом крыле — № 3 и 4, а для компенсации разворачивающего момента самолёт был введён в левый крен. Пилотирование осуществлял сидевший в левом кресле стажёр Головко. Поначалу всё проходило в соответствии с установленной схемой, была лишь несколько превышена скорость, которая вместо 280 км/ч составляла 300 км/ч. Но когда авиалайнер пролетел ДПРМ (в 3500 метрах от торца ВПП) и находился на посадочном курсе и глиссаде, стажёр нарушил РЛЭ при двух неработающих двигателях с одной стороны крыла — он довыпустил закрылки в посадочное положение (30°). Сопротивление сразу возросло, а мощности двух двигателей уже оказалось недостаточно, в результате чего скорость начала снижаться.
Левый крен к моменту выпуска закрылков был убран и теперь замедляющийся самолёт начал заваливаться вправо. Авиалайнер начал входить в скольжение и уклоняться от траектории полёта. При этом если за 2000 метров от торца ВПП уклонение составляло 20 метров, то в 500 метрах от торца оно достигло 70 метров. Есть вероятность, что Ил-18 в этот момент влетел в дымку, из-за чего видимость упала до 1000—1500 метров и экипаж потерял землю из виду. Такое падение видимости подтверждал экипаж самолёта Ил-14, который приземлился в аэропорту в 15:27, однако по данным АМСГ видимость на заходе была не менее 5 километров.
Когда самолёт находился на высоте 100—120 метров в 1800—2000 метрах от торца ВПП, экипаж понял, что при данном значительном боковом уклонении осуществить посадку на искусственную ВПП невозможно, поэтому принял решение уходить на второй круг. Авиалайнер был ещё в посадочной конфигурации, когда его ввели в левый крен 7° и при приборной скорости 260 км/ч начали убирать шасси. Но открытие створок шасси только увеличило аэродинамическое сопротивление и скорость начала снижаться. На высоте 70—80 метров над уровнем аэродрома (истинная — 40—60 метров) и при приборной скорости 220 км/ч была попытка увеличить суммарную силу тяги двигателей за счёт запуска правых двигателей — сперва № 3, а затем 4. Но двигатель № 3 не запустился, а возникшая отрицательная тяга привела к созданию быстрорастущего правого крена, который при существующей низкой скорости уже было невозможно парировать отклонениями элеронов и рулей направления и высоты, поэтому спешно воздушный винт № 3 был зафлюгирован.
В 15:35 с правым креном 53° Ил-18 в 1600 метрах (азимут 212°) от КТА Фрунзе столкнулся с землёй. Самолёт ударился правой частью крыла о небольшие деревья и начал разрушаться, после чего промчался 120 метров, врезался в другую группу деревьев и взорвался. Фюзеляж разорвало на три части, при этом носовая перевернулась и сгорела. Обломки разбросало по площади 120 на 45 метров. Все 6 членов экипажа погибли.

## Причины
В нарушение инструкций, на самолёте было сразу два КВС-стажёра, причём оба не имели права выполнять данный тренировочный полёт, так как не отрабатывали на тренажёре заход на посадку с двумя неработающими двигателями, в связи с тем, что сам тренажёр был сломан. Тем не менее, в их заданиях на тренировку стояла отметка инструктора тренажёра о полном прохождении данного упражнения. Также после выполнения четвёртого разворота и выхода на предпосадочную прямую был совершён ряд ошибок:
1. преждевременный довыпук закрылков на 30°;
2. потеря скорости ниже рекомендованной РЛЭ;
3. полёт без крена с правым скольжением;
4. уклонение вправо от оси ВПП до 70 метров;
5. уход на второй круг с закрылками, выпущенными на 30°;
6. попытка запуска двигателя № 3 на недопустимо малых высоте и приборной скорости.

Решение уходить на второй круг с двумя работающими двигателями стало роковой ошибкой, так как выполнить это в условиях горного Фрунзенского аэропорта (841 метр над уровнем моря) при выпущенных в посадочное положение закрылках и на скорости 260 км/ч было невозможно. Не имея возможности приземлиться на искусственную ВПП, экипаж мог попытаться осуществить посадку на расположенную далее по курсу грунтовую ВПП. В крайнем случае можно было даже совершить вынужденную посадку прямо перед собой, что позволяли осуществить рельеф местности и отсутствие препятствий.

### Заключение
Причиной катастрофы является принятие инструктором ошибочного решения по уходу на второй круг с закрылками, выпущенными на 30°, при двух неработающих с одной стороны крыла двигателях, что привело к потере скорости, на которой стало невозможно парировать правый крен, возникший в результате попытки экипажа запуска двигателя № 3 на скорости 220 км/ч.
— 